# Équipe cycliste Gitane-Frigécrème

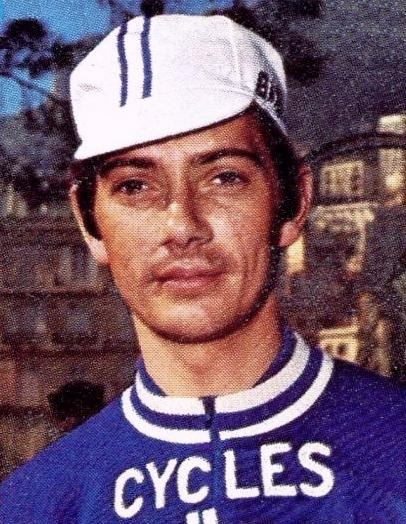
Raymond Martin en 1973.

Pour les autres équipes sponsorisées par les Cycles Gitane, voir Équipe cycliste Gitane .
L'équipe cycliste Gitane-Frigécrème est une équipe cycliste française sur route, active en 1972 et 1973. 

## Histoire
L'équipe est fondée en 1972 par André Desvages sous l'appellation Gitane, du nom de son sponsor, les Cycles Gitane. Lors de la première saison, elle décroche une seule victoire professionnelle, une étape du Tour de l'Oise. 
En 1973, elle est renommée Gitane-Frigécrème, Frigécrème étant le nom d'un fabricant français de glaces. Le champion Joop Zoetemelk rejoint l'équipe en tant que leader. Il termine deuxième de Paris-Nice et du Grand Prix du Midi libre, troisième du Critérium du Dauphiné libéré, quatrième du Tour de France (où il gagne trois étapes) et de l'Amstel Gold Race et cinquième du Tour des Flandres. Après la saison 1973, l'équipe s'arrête et fusionne avec Sonolor pour former Sonolor-Gitane.

## Principales victoires

### Courses d'un jour
- Nice-Seillans : 1973 (Joop Zoetemelk)
- Bordeaux-Paris : 1973 (Enzo Mattioda)
- Grand Prix de Plouay : 1973 (Jean-Claude Largeau)

## Bilan sur les grands tours
- Tour de France
  - 2 participations (1972, 1973)
  - 3 victoires d'étapes :
    - 3 en 1973 : Joop Zoetemelk (2) et Michael Wright

  - 0 victoire finale
  - 0 classement annexe

### 1973

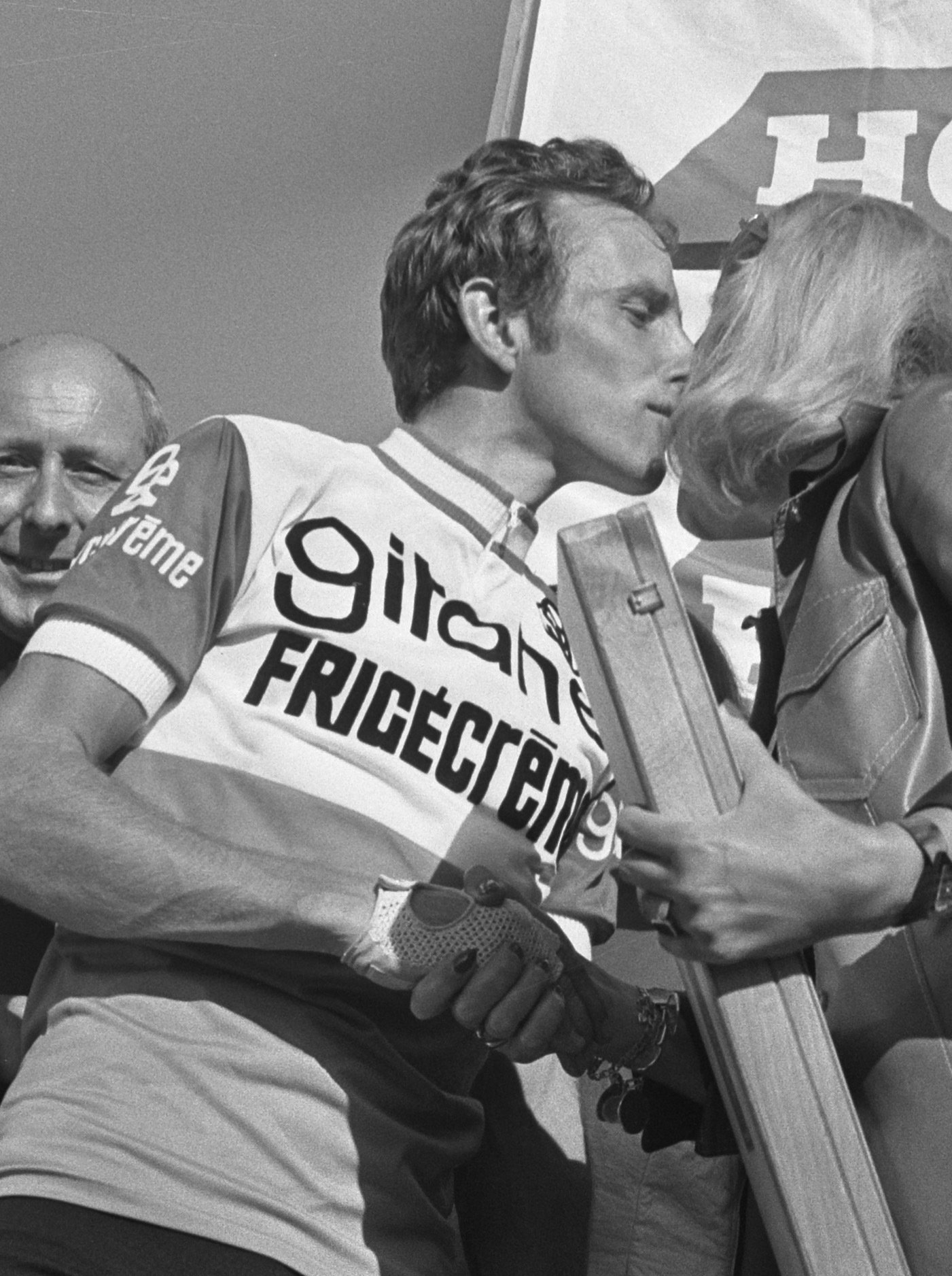
Joop Zoetemelk après son succès sur le prologue du Tour de France 1973.

## Composition de l'équipe

### 1972
| Effectif 1972             | Effectif 1972     | Effectif 1972 | Effectif 1972                   |
| Cycliste                  | Date de naissance | Pays          | Équipe précédente               |
| ------------------------- | ----------------- | ------------- | ------------------------------- |
| Alain Bellouis            | 28 juillet 1947   | France        |                                 |
| Serge Bolley              | 3 décembre 1944   | France        |                                 |
| Gérard Briend             | 28 mars 1947      | France        |                                 |
| Georges Chappe            | 5 mars 1944       | France        | Fagor-Mercier-Hutchinson (1971) |
| Jean-Claude Daunat        | 14 septembre 1945 | France        |                                 |
| Roland De Meyer           | 6 février 1948    | France        |                                 |
| Bernard Dupuch            | 26 octobre 1947   | France        |                                 |
| Pierre Ghisellini         | 17 octobre 1943   | France        |                                 |
| René Grenier              | 23 décembre 1943  | France        |                                 |
| Loïc Le Bourhis           | 24 février 1949   | France        |                                 |
| Maurice Le Guilloux       | 14 mai 1950       | France        |                                 |
| Pierre Matignon           | 11 février 1943   | France        | Fagor-Mercier-Hutchinson (1970) |
| Léon-Paul Ménard          | 4 février 1946    | France        | Fagor (1971)                    |
| Alain Nogues              | 21 mars 1948      | France        |                                 |
| Daniel Proust             | 3 novembre 1943   | France        |                                 |
| Jean-Louis Quesne         | 1 octobre 1943    | France        |                                 |
| Michel Scob               | 26 avril 1935     | France        |                                 |
| Jean Vidament             | 24 janvier 1944   | France        |                                 |
| Michael Wright            | 25 mars 1941      | Royaume-Uni   | BiC (1971)                      |
|                           |                   |               |                                 |
| Source : Cycling Archives |                   |               |                                 |

note: Alain Bellouis
note: Serge Bolley
note: Gérard Briend

### 1973[1]
| Effectif 1973             | Effectif 1973     | Effectif 1973 | Effectif 1973              |
| Cycliste                  | Date de naissance | Pays          | Équipe précédente          |
| ------------------------- | ----------------- | ------------- | -------------------------- |
| Joaquim Andrade           | 14 juin 1945      | Portugal      |                            |
| Gilbert Bellone           | 27 décembre 1942  | France        | Rokado-Colders (1972)      |
| Alain Bellouis            | 28 juillet 1947   | France        |                            |
| Francis Campaner          | 1 février 1946    | France        |                            |
| Leo Duyndam               | 2 janvier 1948    | Pays-Bas      |                            |
| Ferdinand Julien          | 30 juin 1946      | France        | Peugeot-BP-Michelin (1972) |
| Jean-Claude Largeau       | 6 avril 1949      | France        |                            |
| Maurice Le Guilloux       | 14 mai 1950       | France        |                            |
| Raymond Martin            | 22 mai 1949       | France        |                            |
| Bernard Masson            | 20 septembre 1948 | France        |                            |
| Enzo Mattioda             | 22 août 1946      | France        |                            |
| Joël Millard              | 23 janvier 1946   | France        |                            |
| Alain Nogues              | 21 mars 1948      | France        |                            |
| Henri-Paul Fin            | 20 mars 1950      | France        |                            |
| Michel Pitard             | 22 août 1950      | France        |                            |
| Pierre Tosi               | 19 août 1949      | France        |                            |
| Gerard Vianen             | 9 février 1944    | Pays-Bas      | Goudsmit-Hoff (1972)       |
| Michael Wright            | 25 mars 1941      | Royaume-Uni   | BiC (1971)                 |
| Joop Zoetemelk            | 3 décembre 1946   | Pays-Bas      | Beaulieu-Flandria (1972)   |
|                           |                   |               |                            |
| Source : Cycling Archives |                   |               |                            |

note: Joaquim Andrade